# Повстання комунерів
Повстання комуне́рів (ісп. Guerra de las Comunidades de Castilla) — повстання середньовічних самоврядних міст Кастилії проти королівського абсолютизму, на захист міських вольностей в 1520—1522 роках. Повсталі міста (Толедо, Сеговія, Мурсія, Авіла, Бургос, Мадрид та інші) об'єдналися в липні 1520 року в «Святу хунту» (ісп. La Santa Junta de las Comunidades); до неї приєдналася значна частина дворянства, а також частина середнього і нижчого духівництва. Повсталі наполягали на тому, щоб Карл V (що став імператором «Священної Римської імперії»), також знаний як Карл I Іспанський, усунув іноземців від управління, регулярно скликав кортеси, розширив міські самоврядності, заборонив вивезення золотої монети за кордон тощо. Широкий розмах руху, що набрав з 1521 року антидворянського характеру, спонукав дворянство перейти на бік короля. У битві при Вільяларі (23 квітня 1521 року) сили комунерів, яких очолював Хуан Падилья, були розгромлені, сам він та інші вожді Хунти взяті в полон і страчені. У 1522 році опір повсталих було остаточно зломлено. Урядові репресії продовжувалися до 1526 року.
Характер революції це предмет обговорень істориків. Згідно з деякими вченими, революція була однією з перших сучасних революцій, особливо завдяки антидворянським настроям проти соціальної несправедливості
і основуванні на ідеалах народовладдя і свободи. Інші розглядають її як типовіше повстання проти високих податків і іноземного керування. Починаючи з 19-го століття і далі різні іспанці уславлювали повстання, зазвичай це були ліберали, які черпали політичне натхнення з нього. Консервативні інтелектуали традиційно займали щодо повстання більш проімерську позицію і були прискіпливішими до спонук і уряду комунерів. З переходом Іспанії до демократії і утворенням автономної спільноти Кастилії і Леона, зросло прихильне згадування комунідадів. Нині 23 квітня святкують як День Кастилії і Леона, а подію часто пов'язують з кастильським націоналізмом.

## Витоки

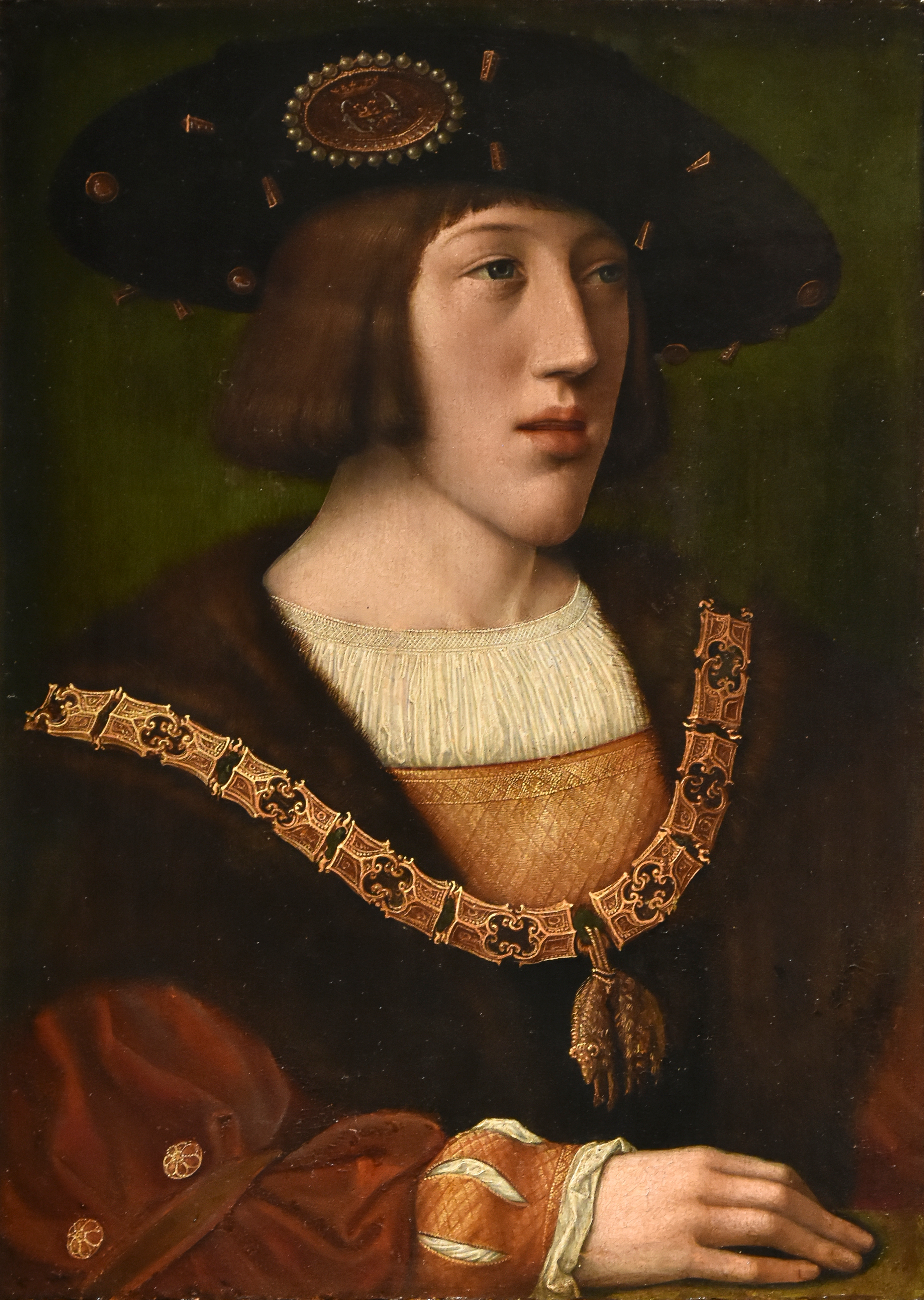
Портрет 1516 року короля Карла I Кастилії і Арагону, пізніше імператора Священної Римської імперії, Бернард ван Орлей. Карл керуватиме однією з найбільших імперій в європейській історії — Бургундія і Нідерланди від батька Філіпа; Кастилія, Арагон і Неаполітанське королівство від своєї матері Хуани; Німеччина, Австрія і велика частина північної Італії від діда Максиміліана і свого обрання імператором Священної Римської імперії.

Перед повстанням комунерів роками накопичувалось невдоволення. Друга половина XV сторіччя відзначилась глибокими політичними, економічними і соціальними змінами в Іспанії. Економічне зростання створило багато міських галузей і відкрило шлях до влади і багатств не пов'язаний з аристократією. Підтримка від цих міських еліт була необхідним для централізації влади Фердинандом і Ізабелою, ці еліти противажили земельним аристократам і духівництву.
Однак, зі смертю Ізабелли I і сходженням Хуани в 1504, цей союз між національним урядом і багатообіцяльним середнім класом похитнувся. Кастильський уряд розкладався з кожною наступною адміністрацією загрузаючи в корупції все глибше. Чоловік Хуани, Філіп I, володарював недовго; його замінили на архієпископа Сиснероса в якості короткочасного регента, а тоді на вдівця Ізабели Фердинанда, який правив з Арагона. Після смерті Ізабели претензія Фердинанда на продовження правління Кастилією в якості регента була дещо слабка, але не було інших правдоподібних альтернатив на суверена, їхня овдовіла донька Хуана, була розумово непридатна для самостійного володарювання. Земельна шляхта Кастилії скористалась зі слабкості і корумпованості королівської ради, щоб незаконно розширити свої володіння за допомогою приватних армій у той час як уряд бездіяв. У відповідь, міста підписали спільну оборонну угоду, покладаючись радше одне на одне ніж на національний уряд.
Кошториси як Кастилії так і Арагона вже деякий час були в поганому стані. Уряд вигнав євреїв в 1492 і мусульман Гранади в 1502, ці дії підкосили привабливу торгівлю і бізнеси. Фердинанд і Ізабела були вимушені позичати гроші, щоб платити військам під час і після реконкісти в Гранаді, і іспанські військові зобов'язання лише зросли відтоді. Велика кількість військ вимагалась для збереження стабільності в нещодавно завойованій Гранаді через загрозу повстання морисків (колишніх мусульман навернутих у християнство) незадоволених поганим ставленням і часті морські набіги мусульманських берберських піратів на середземноморське узбережжя. Окрім цього, у 1512 Фердинанд захопив іберійську частину Навари і потрібно було тримати сили в цій області, щоб убезпечувати її від повстань і французької армії. Дуже мало грошей залишалось для оплати королівської армії в Кастилії, а також треба було оплачувати іноземні запозичення. Хабарництво в уряді після смерті Ізабели зробило дірку в бюджеті ще більшою.

### Сходження Карла
У 1516, Фердинанд помер. Нащадком залишився онук Фердинанда та Ізабели Карл, який став королем Карлом I обох Кастилії і Арагона правлячи спільно зі своєю мамою Хуаною, яку, по суті, тримали в ув'язнені в Тордесільясі. Карл зростав у Фландрії, батьківщині його батька Філіпа, і він був ледве знайомий з кастильською мовою. Люди зустріли його з недовірою, але також сподівались, що він відновить стабільність. З прибуттям нового короля наприкінці 1517, його фламандські радники посіли владні позиції в Кастилії; молодий Карл довіряв лише людям, яких він знав з Нідерландів. Серед найобурливіших було призначення двадцятиоднорічного Гійома де Кроя на посаду толедського архієпіскопа. Архієпіскопство було важливою посадою; її займав архієпіскоп Сиснерос, колишній регент країни. Через шість місяців його правління, невдоволення почало відкрито проявлятись серед багатих і бідних. Навіть деякі монахи почали агітувати, викриваючи розкоші королівського двору, фламандців і дворянства в їхніх проповідях. Один з перших публічних протестів включав плакати в церквах такого змісту:
Ти, земле Кастилії, є дуже нещасною і проклята терпіти, що таким благородним королівством, як ти, керують ті, хто не любить тебе.
У 1519 році, на тлі зростання заворушень, помер імператор Священної Римської імперії Максиміліан I, дід Карла по батьківській лінії. Для обрання наступного імператора мали відбутись нові вибори. Карл агресивно змагався за цю посаду, його суперником був король Франції Франциск I. Кожен намагався підкупити якнайбільше курфюрстів. Карл I виграв вибори, ставши імператором Карлом V і закріпивши владу Габсбургів. Він підготувався для подорожі в Німеччину, щоб взяти під своє правління свої нові володіння в Священній Римській імперії.

### Нові податки: кортеси Сантьяго і Ла-Коруньї
Через марнотратство фламандського двору Карл виснажив скарбницю до межи  і більш ніж 1 мільйон флоринів було витрачено на хабарі під час виборів. Щоб покрити борги треба було підняти податки, але нові податки мали схвалити кортеси (власний парламент Кастилії). Тому, наприкінці березня 1520 року, Карл зібрав кортес в Сантьяго-де-Компостела. Карл потурбувався, щоб кортес мав лише обмежену силу, і спробував залучити туди податливих представників, яких він міг би підкупити. У відповідь підтримка опозиції лише збільшилась, а представники зажадили, щоб перед будь-яким збільшенням податків були вислухані їхні скарги.
Невдовзі група священників поширила заяву всупереч королю. Там було три пункти: будь-які нові податки треба відхилити; Кастилію треба пригорнути, а іноземну імперію відкинути; якщо король не зважатиме на своїх підлеглих, то самі комунідади мають захищати королівство. Тут вперше було вжите слово комунідади (спільноти, комуни), щоб позначити незалежне населення, це ім'я пристане до пізніше сформованих рад.
На цей момент більшість членів кортесу в Сантьяго збирались голосувати проти запиту короля щодо додаткових повинностей і податків, навіть попри те, що кортес був наповнений роялістами. У відповідь Карл вирішив розпустити кортес 4 квітня. Він знов зібрав його в Ла-Коруньї 22 квітня, цього разу його програма пройшла. 20 травня він відбув до Німеччини і залишив в якості регента в його іспанських володіння Адріана з Утрехта (більше відомого як майбутній папа Адріан VI).

## Початок повстання

### Заворушення в Толедо

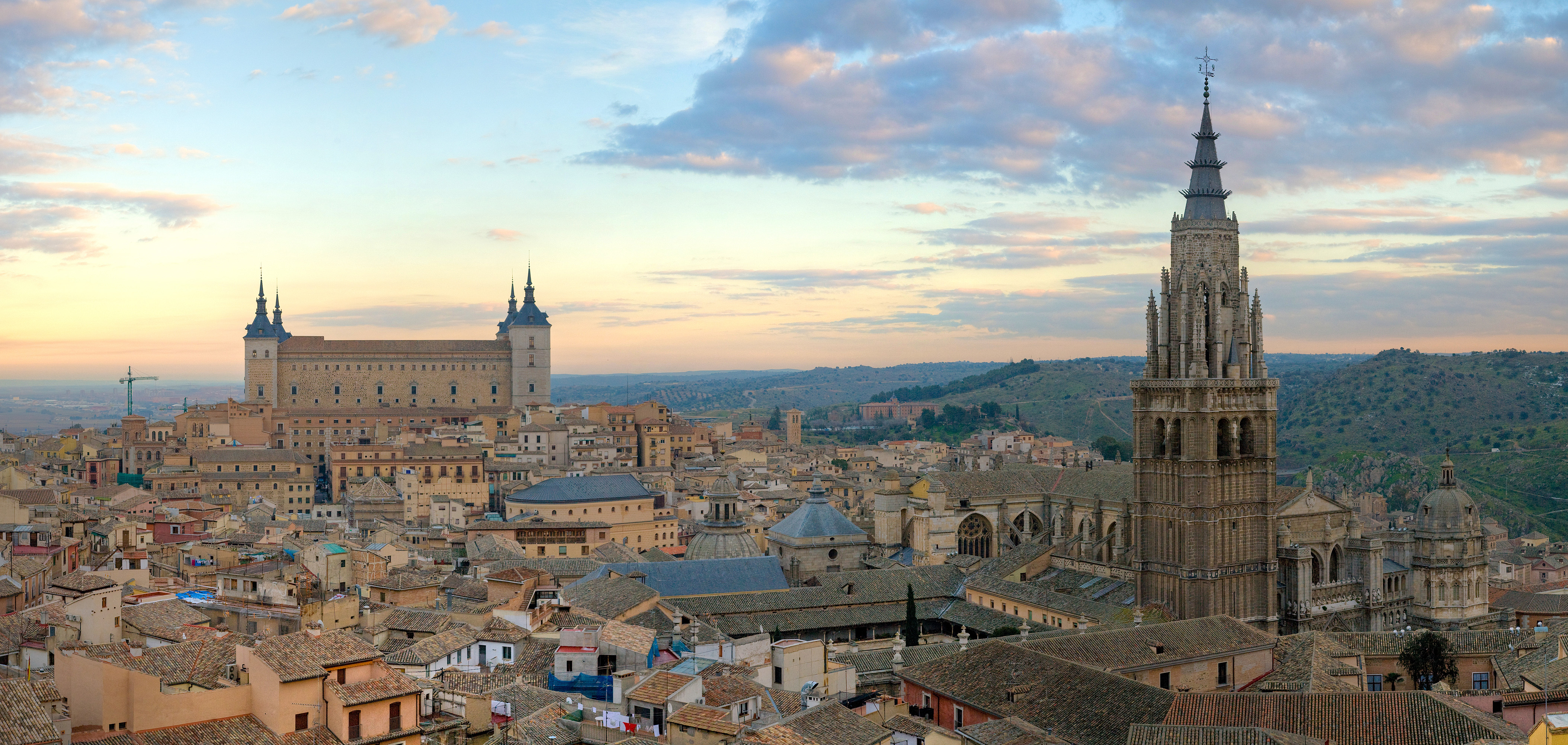
Толедо, домівка першого комунідаду

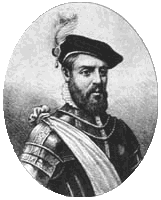
Хуан Лопес де Падилья, лідер толедського комунідаду

У квітні 1520 становище в Толедо вже було нестабільне. Міська рада стояла в перших рядах у боротьбі проти спроб Карла I стати імператором Священної Римської імперії. Вони засудили короткострокові витрати, що мали б лягти на Кастилію і поставили під сумнів роль Кастилії в новому політичному утворенні, бачачи можливість того, що країна могла стати просто провінцією імперії. Ситуація вибухнула коли королівський уряд викликав найрадикальніших міських радників геть з міста з наміром відправити назад замість них легше керовану заміну на королівській зарплатні. Наказ надійшов 15 квітня; днем пізніше, коли радники готувались до від'їзду, великий натовп здійняв бунт проти від'їзду і натомість вивіз королівських адміністраторів. Було обрано громадський комітет, що називав себе комунідад, на чолі нього стали Хуан Лопес де Падилья і Педро Ласо да Ла-Вега. 21 квітня, решта адміністраторів були вивезені з укріплень толедського алькасару.
Після того як Карл вирушив у Німеччину, ворохобня поширились на міста центральної Кастилії, особливо після прибуття законодавців, які проголосували за податки, які зажадав Карл. У Сеговії відбувся один з перших і найжорстокіших випадків; 30 травня, юрба сукноробів вбила двох адміністраторів і міського законодавця, які проголосували за. Події подібного розмаху стались у містах таких як Бургос і Гвадалахара, тоді як інші, як-от Леон, Авіла і Самора, відбулись маленькими сварками.

### Пропозиції іншим містам
8 червня, в умовах дуже поширеного незадоволення, рада Толедо запропонувала містам з правом голосу в кортесі провести надзвичайне зібрання. Вона подала п'ять цілей:
1. Скасувати податки проголосовані кортесом Ла-Коруньї.
2. Повернути систему місцево-керованого encabezamiento.
3. Закріпити офіційні посади і церковні бенефіції за кастильцями.
4. Заборонити вивезення грошей з королівства для оплати закордонних справ.
5. Призначити кастильця для керування королівством на час відсутності короля[23].

Ці вимоги, особливо перші дві, швидко поширились в суспільстві. Почали ходити ідеї заміни короля; толедські лідери розглядали можливість перетворення міст Кастилії на незалежні, подібно до Генуї та інших італійських республік. З цією ідеєю змагалась пропозиція залишити короля, але позбавити трону Карла. Ідея полягала в тому, щоб замінити його на або його мати королеву Хуану, або на його народженого в Кастилії брата Фердинанда. З цими ідеями, повстання перейшло від простого протесту проти податків у ширшу революцію. Багато міст, що не були діяльними учасники бунту, припинили платити податки королівській раді і перейшли на самоврядування.

## Поширення повстання

### Блокада Сеговії

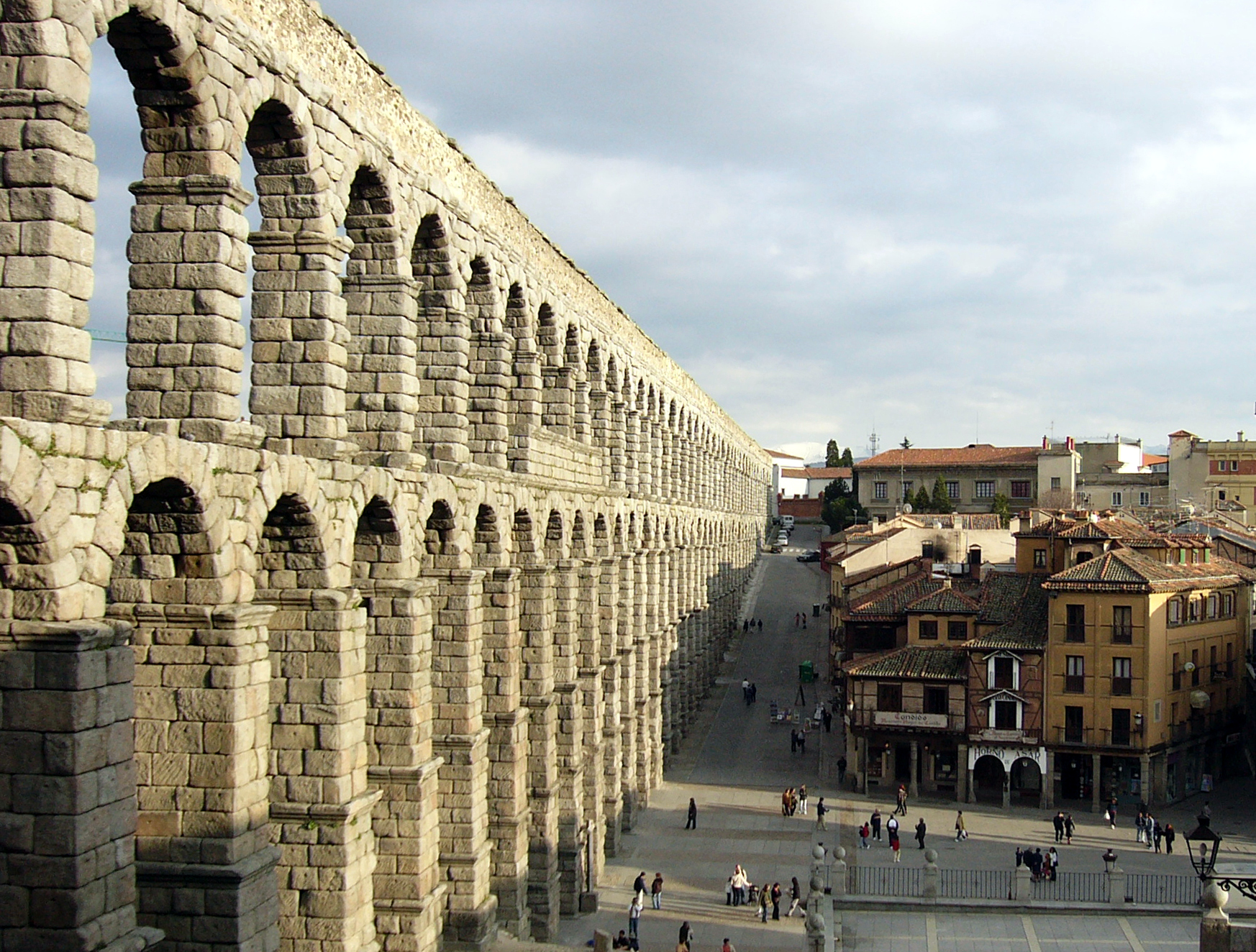
Сеговія, місто де відбулась перша військова сутичка між комунерами і роялістами

10 червня ситуація стала ближчою до збройного конфлікту. Королівська рада відправила Родріго Ронквіло в Сеговію, щоб розслідувати нещодавнє вбивство сеговійського законодавця, але сеговійці не дали йому зайти в місто. Не в змозі обложити 30-тисячне місто силами свого маленького загону, Ронквіло, натомість, взявся блокувати постачання їжі та інших продуктів у Сеговію. Містяни Сеговії на чолі з лідером народного ополчення і дворянином Хуаном Браво згуртувались навколо комунідаду. Сеговія запросила допомоги проти армії Ронквіло від комунідадів Толедо і Мадрида. Міста відповіли виславши свої ополчення, на чолі яких були Хуан Лопес де Падилья і Хуан де Запата, які виграли у першій серйозній сутичці між силами короля і повсталих.

### Хунта в Авілі
Інші міста, слідуючи прикладу Толедо та Сеговії, скидали їхні уряди. Революційний кортес, La Santa Junta de las Comunidades («Священне зібрання громад»), провела своє перше засідання в Авілі і проголосила себе законним урядом скасовуючи Королівську Раду. Падилью назвали капітан-генералом і було створене військо. Все ж, на самому початку лише чотири міста відправили своїх представників: Толедо, Сеговія, Саламанка і Торо.

### Спалення Медіни-дель-Кампо

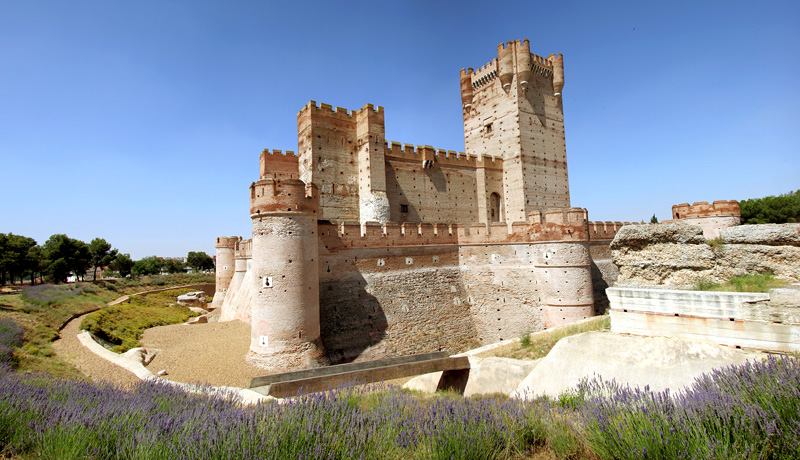
Замок Ла-Мота в Медіна-дель-Кампо

Стикнувшись зі ситуацією в Сеговії, регент і кардінал Андріан з Утрехта вирішив використати королівську артилерію, розміщену неподалік Медіна-дель-Кампо, щоб взяти Сеговію і розбити Падилью. Адріан наказав одному зі своїх командирів Антоніо де Фонсеку захопити артилерію. Фонсека прибув у Медіну 21 серпня, але наткнувся на сильний опір містян, бо місто мало значну торгівлю зі Сеговією. Фонсека наказав влаштувати пожежу, щоб відволікти супротивника, але вона вийшла з-під контролю. Значну частину міста було зруйновано, включно з францисканським монастирем і торговельним складом, що містив товарів на більш ніж 400 000 дукатів. Фонсека мусив відвести свої війська, а подія стала провалом у взаємодії між урядом і суспільством. Повстання відбулось по всій Кастилії, навіть у містах, які до цього тримали нейтралітет, наприклад, у столиці Кастилії Вальядоліді. Установлення комунідаду Вальядоліда призвело до того, що кістяк іберійського плато об'єднався з повсталими, зруйнувавши стабільність уряду. Нові члени приєднались до авільської хунти і Королівська Рада виглядала зганьблено; після падіння Вальядоліда Адріан мусив утекти в Медіну-де-Ріосеко. Королівська армія, з багатьма солдатами по кілька місяців без зарплатні, почала розпадатись.

### Хунта в Тордесільясі

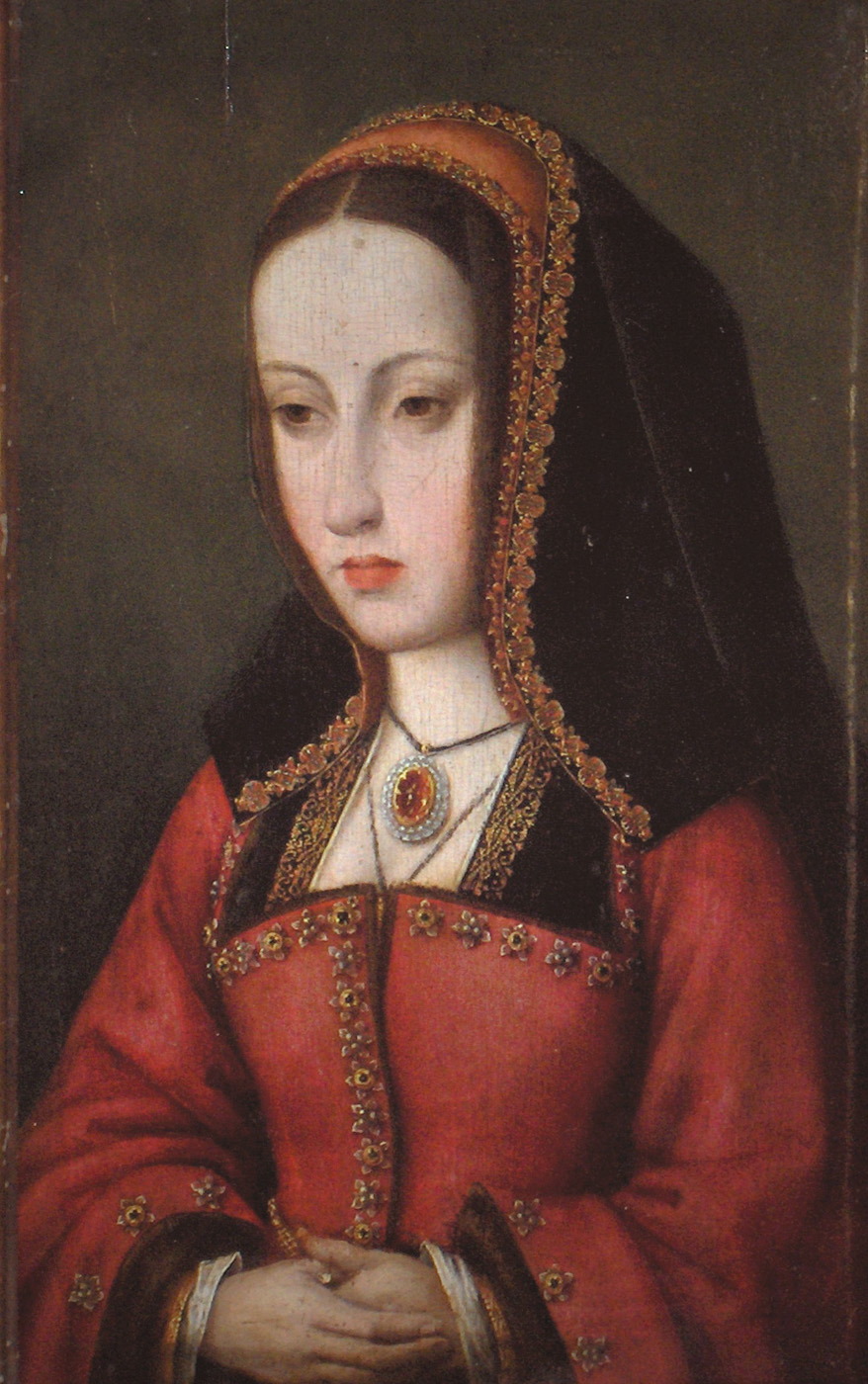
Хуана Божевільна, офіційно королева і співрегентка зі своїм сином Карлом, насправді без будь-якої влади

На цей час армія комунерів була вже по-справжньому організована, об'єднана з ополченням Толедо, Мадрида і Сеговії. Отримавши звістку про напад Фонсеки, сили комунерів рушили в Медіну-дель-Кампо і захопили артилерію, яку перед цим місцеві не видали військам Фонсеки. 29 серпня, армія комунерів прибула в Тордесільяс з метою проголосити королеву Хуану єдиним правителем. На запит королеви Хуани хунта перемістилась з Авіли в Тордесіляс і запросила міста, які ще не відправили представників зробити це. Загалом в хунті Тордесільяса були представлені тринадцять міст: Бургос, Сорія, Сеговія, Авіла, Вальядолід, Леон, Саламанка, Самора, Торо, Толедо, Куенка, Гвадалахара і Мадрид. Через те, що більшість королівства мала представництво в Тордесільясі, хунта перейменувала себе на Cortes y Junta General del Reino («Загальні збори королівства»). 24 вересні 1520, божевільна королева, вперше і востаннє головувала на кортесі.
Законодавці зустрілись з королевою Хуаною і пояснили їй мету кортесу: проголосити суверенітет і відновити стабільність королівства. Наступного дня, 25 вересня, кортес видав декларацію з обіцянкою за необхідності використати зброю і загалом допомогти будь-якому місту, якому погрожуватимуть. 26 вересня, кортес Тордесільяса проголосив себе законним урядом і відкинув Королівську Раду. Впродовж тижня, що закінчувався 30 вересня, присяги самозахисту дали всі представлені міста. Тепер революційний уряд мав структуру і свободу дії, тоді як Королівська Рада була все ще недієва і спантеличена.

### Розмах повстання

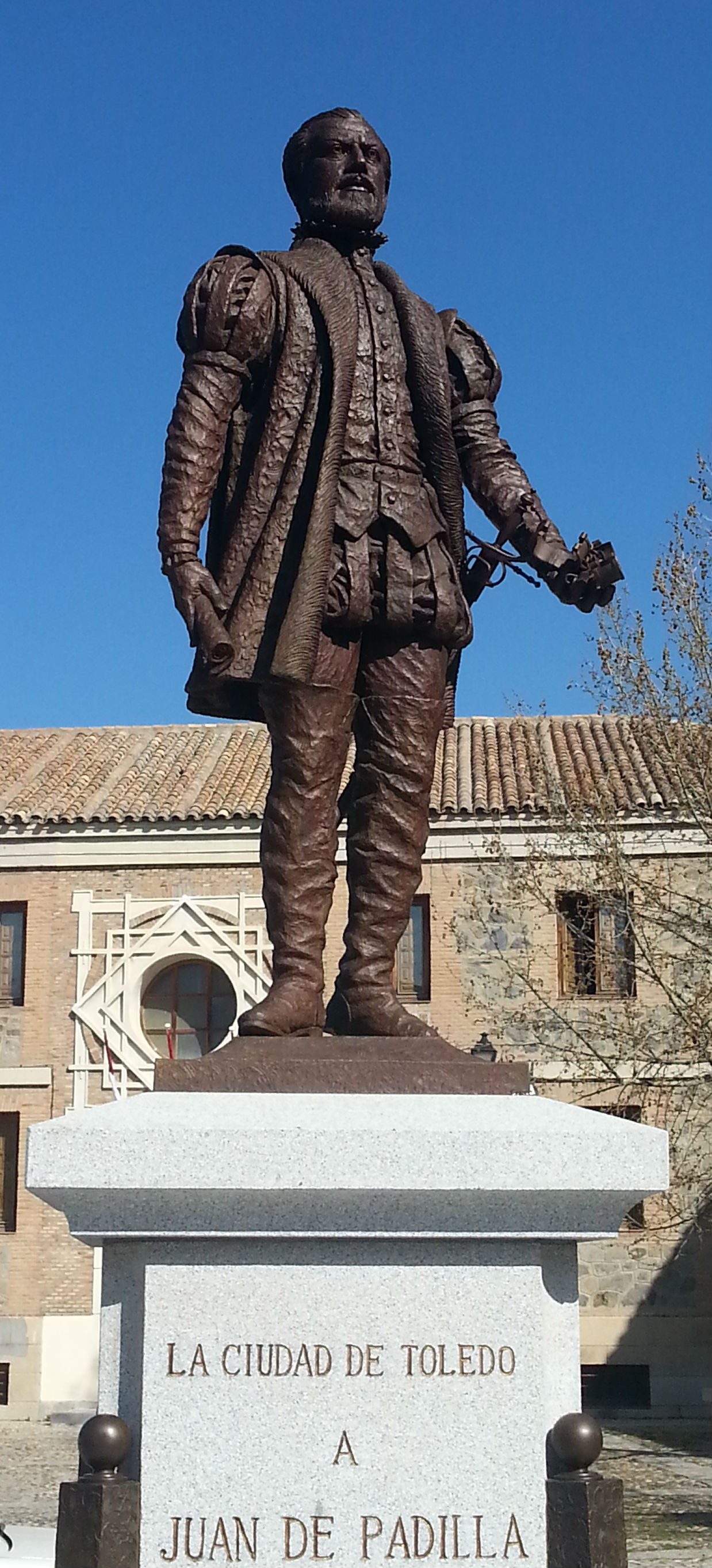
Бронзова скульптура Хуана де Падильї в Толедо

Комунери були сільні в центральному плато Іберійського півострова, а також розкидані в інших місцях, як-от Мурсія. Повсталі намагались поширити свої революційні ідеї на всю країну, але без значного успіху. Відбулось кілька спроб повстань в інших місцях, таких як Галісія на півночному заході чи Андалусія на півдні. Комунідади на півдні утворились у Хаені, Убеді і Баесі, єдині в Андалусії, але з часом їх перетягнули назад на бік роялістів. Мурсія залишалась повсталою, але не дуже співпрацювала з хунтою, повстання тут було більше схожим на повстання братств у Валенсії в Арагоні. В Естремадурі на південному заході, Пласенсія приєдналась до комунідадів, але дієвість цього була послаблена близькістю роялістських міст таких як Сьюдад-Родриго і Касерес. Існує сильна кореляція між поганим економічним становищем впродовж останніх двадцяти років і повстанням — центральна Кастилія під керівництвом Королівської Ради страждала від сільськогосподарських невдач та інших негараздів, тоді як Андалусія була відносно успішною завдяки морській торгівлі. Очільники Андалусії також боялись, що нестабільність громадянської війни імовірно спричинить повстання морисків у Гранаді.

## Народна й урядова відповіді

### Відвернення дворян
Набравшись сміливості через зростання успіху комунерів люди звинуватили старий уряд у співучасті в королівських зловживаннях. Повстанці також нападали на земельне дворянство, яке в багатьох випадках незаконно захопило власність під час правління регентів і слабких королів після смерті Ізабелли. У Дуеньясі, заохочені повсталими монахами васали герцога Буендії збунтувались проти нього 1 вересня 1520 року. Цьому збуренню слідували інші подібної протифеодальної природи. Провід комунерів мав зайняти позицію щодо цих повстань, не бажаючи відкрито заохочувати їх, хунта спочатку засудила їх, але нічого не зробила, щоб протистояти ним. Таким чином, динаміка повстання докорінно змінилось, бо тепер воно могло загрожувати статусу всієї маноріальної системи. Через втрату своїх привілеїв на користь центральної влади дворяни були дещо прихильні до мети повстання. Однак, новий розвиток подій призвів до гострого падіння підтримки комунерів з боку аристократії, яка була перелякана радикальнішими елементами повстання.

### Реакція Карла I
Спочатку здавалось, що Карл не усвідомив розмір повстання. Він продовжував вимагати платежі від Кастилії, але через те, що уряд Кастилії мав багато боргів кардинал Адріан не знайшов можливості забезпечити отримання нових запозичень. Лист від кардинала Адріана 25 серпня попереджав Карла про всю тяжкість ситуації:
Ваша Високосте, ви припускаєтесь великої помилки, якщо думаєте, що зможете зібрати і використати ці податки. Ніхто в королівстві — ані в Севільї, ані в Вальядоліді, ані в будь-якому іншому місті не платитиме їх. Уся старшина і члени ради вражені, що Ваша Високість надала розклад платежів з цих коштів.— Адріан з Утрехта
Щойно Карл зрозумів, що відбувається повноцінне повстання, він почав енергійно діяти. Через кардинала Адріана він змінив свою поведінку, наприклад, скасував податки погоджені кортесом в Ла-Коруньї. Що важливіше, він призначив двох кастильських співрегентів: констебля Кастилії, Ініго Фернандеса і адмірала Кастилії, Фадріке Енрікеса. Це задовольнило дві основні скарги повсталих. На додаток, Адріан звернувся до дворян, щоб переконати їх, що найкраще для них бути разом з королем. Королівську раду було відновлено у феодальних володіннях адмірала Енрікеса, Медіна-де-Ріосеко, що дало можливість Раді бути ближче до повсталих міст і підбадьорювати скептично налаштованих прихильників. У той час як королівська армія все ще перебувала в розкладеному стані, багато високих вельмож утримували власні добре вишколені наймані армії — армії, які з нещодавньою радикалізацією повстання, могли б битись на боці короля.

## Організація, фінансування і дипломатія
Перша політична поразка спіткала комунерів у жовтні 1520 року. Їхня спроба використати королеву Хуану для власного легитимізації не принесла успіху, бо королева блокувала всі їхні ініціативи і відмовлялась підписувати будь-які едикти. Окрім того, розкольні голоси почали лунати серед комунерів, особливо в Бургосі. Скоро про хитку позицію в Бургосі дізнались роялісти і констебль Кастилії домовився з урядом Бургоса. Королівська Рада пішла на кілька значних поступок Бургосу в обмін на те, що місто покине хунту.
Після цієї події, Королівська рада сподівалась, що інші міста подібно Бургосу відмовляться від комунерів мирно. Особливо правдоподібним вважалось, що Вальядолід, який до цього містив декілька королівських установ, зробить це, але надто багато прихильників короля зійшли з політичної арени міста і втратили свою впливовість. Місто залишилось за повсталими. Адмірал Кастилії продовжував свою кампанію зі спроб переконати комунерів повернутись до королівського уряду і так уникнути силового придушення. Це ставлення приховувало велику нестачу грошей на королівському боці.
У жовтні і листопаді 1520, обидва боки зрозуміли, що справа рухається до військових дій і заходилися збирати гроші, наймати солдатів та тренувати війська. Комунери рядили своє ополчення в головних містах і збирали податки в сільській місцевості, вони також намагалися підвищити дієвість свого правління для чого регулярно перевіряли свої скарбниці і звільняли всіх хто здавалися хабарниками. Королівський уряд, який втратив більшість доходів через революцію, домовлявся про позики з Португалією і прихильними кастильськими банкірами, які бачили обнадійливі знаки в зміні приналежності Бургоса.

## Битва при Тордесільясі

### Суперечки щодо керівництва

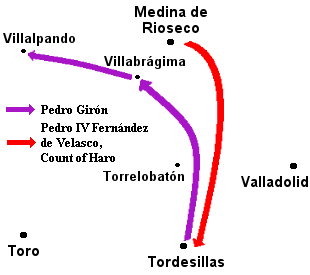
Королівська армія під командуванням сина Ініго Фернандес де Веласко, 2-й герцог Фріаський, Педро Фернандес де Веласко, 2-й герцог Фріаський, що складалась з 6000 піхоти, 2100 кавалерії і 12–15 гармат. Повстанські сили Педро Хірон, 3-й конт Уруеньський були більшими, але повільнішими і становили 10000 піхоти, 900 кавалерії з 13 гарматами. Нестача кавалерії в повстанців шкодитиме їм і далі впродовж війни.

Поступово місто Толедо і його провідник Хуан Лопес де Падилья втратили вплив у Хунті, хоча Падилья зберіг вагу серед простолюдинів. Дві нові фігури виринули в комунідадах, Педро Хірон і Антоніо де Акуна. Хірон був одним з найпотужніших вельмож, що пристали до повстання. Вважається, що його спонукою була відмова Карла надати йому престижне звання герцога Медіни-Сідонії за рік до війни. Антоніо де Акуна був єпископом Самори. Акуна також був головою комунідаду і очільником армії в Саморі. Його армія налічувала 300 ченців.
На боці роялістів, шляхта не могла дійти згоди щодо тактики. Одні вважали за краще зійтися у відкритій битві інші, такі як констебль Кастилії, підтримували продовження очікування і розбудову оборонних споруд. Адмірал Кастилії був за перемовини і хотів спочатку вичерпати усі можливі мирні шляхи. Терпіння, однак, починало зникати, зібрані армії було дорого утримувати. Наприкінці листопада 1520, обидві армії зайняли позиції між Медіна-де-Ріосеко і Тордесільясом, протистояння було неминучим.

### Захоплення роялістами
Дотримуючись вказівок хунти, армія комунерів на чолі з Педро Хіроном висунулась в бік Медіна-де-Ріосеки. Хірон розташував свій штаб в Вільябрахімі, місті лише за 8 км від роялістської армії. Роялісти зайняли прилеглі селища, щоб розірвати його зв'язок з іншими комунерами.
Це тривало до 2 грудня, коли Хірон, імовірно думаючи, що королівська армія залишатиметься в окопах, висунув свої сили на захід до маленького містечка Вільяльпандо. Місто здалось наступного дня без спротиву і війська почали грабувати маєтки в цій місцевості. Однак, з цим комунери залишили шлях на Тордесільяс геть без прикриття. Королівська армія скористалась цією помилкою зробивши перехід вночі на 4 грудня і захопивши Тордесільяс наступного дня. Маленький повстанський гарнізон був приголомшений.
Оволодіння Тордесільясом позначило серйозну поразку для комунерів, які втратили королеву Хуану і з нею свою заявку на законність. На додачу, тринадцять представників хунти потрапили в полон, хоча решта втекли. Повстанці занепали духом і багато злих доган посипалось на Педро Хірона за його відведення військ з позицій і неспроможність відбити Тордесільяс або захопити Медіна-де-Ріосеку. Хірон був примушений піти у відставку з його посади і покинув війну.

## Події грудня і січня

### Реорганізація комунерів
Після втрати Тордесільяса комунери перегрупувались у Вальядоліді. 15 грудня хунта зібралась знов, але представлені були лише одинадцять міст від колишніх чотирнадцяти. Представники Сорії і Гвадалахари не повернулись, а Бургос відщепився раніше. Вальядолід став третьої столицею повстанців, після Авіли і Тордесільяса.
Становище армії стало гіршим через велику кількість дезертирів у Вальядоліді і Вільяльпандо. Це змусило повстанців старанніше проводити вербування в армію, особливо в Толедо, Саламанці і самому Вальядоліді. З цими новобранцями і прибуттям Хуана де Падильї у Вальядолід, військовий апарат повстанців було відбудовано і бойовий дух піднято. Попри незгоди серед учасників руху, на початку 1521 комунери підготувались до виснажливої війни. Дехто радив шукати мирного розв'язку, тоді як інші вважали за краще продовжувати війну. Ті, хто підтримував війну підтримували різні тактики: одні хотіли захопити Сіманкас і Торрелобатон, це була менш амбітна пропозиція, інші хотіли обложити Бургос, цю тактику підтримував Падилья.

### Військові почини в Паленсії і Бургосі

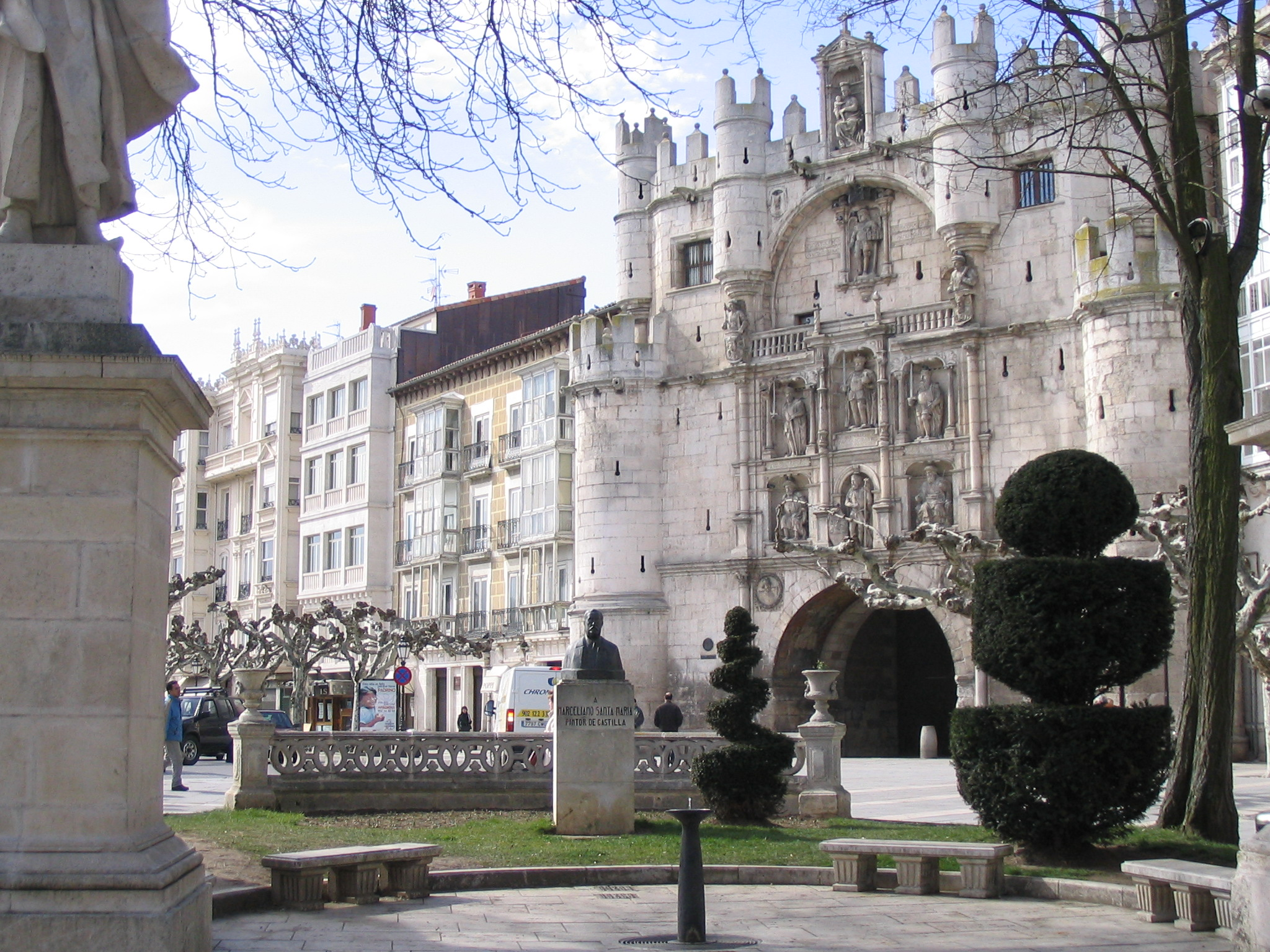
Арка святої Марії в Бургосі, одному з небагатьох міст відданих королю на іберійському плато

На далекій півночі Кастилії повстанці почали низку операцій, що їх проводив Антоніо Акуна, єпископ Самори. 23 грудня вони отримали накази від хунти про спробу підняття повстання в Паленсії. Їхня задача полягала у вигнанні роялістів, збиранні податків від імені хунти і встановленні приязної до справи комунерів адміністрації. Армія Акуни вчинила низку набігів довколо Дуеньяса, зібравши більше ніж 4 000 дукатів і надихнувши селян. Він повернувся до Вальядоліда на початку 1521, тоді, 10 січня, знов до Дуеньяса, щоб зосередитись на нападі на шляхту Тьєра-де-Кампоса. Землі і власність дворян були геть розорені.
У середині січня, Педро де Аяла, граф Сальватьєрри, приєднався до комунерів і зібрав двотисячну армію, яка була готова для набігів на північну Кастилію. Неподалік, у Бургосі, чекали на виконання обіцянок даних кардиналом Адріаном після того як місто стало на королівський бік за два місяці до того. Повільний відгук призвів до незадоволення і непевності в місті. Знаючи про цю ситуацію, Аяла і Акуна вирішили обложити місто — Аяла з півночі, а Акуна з півдня. Вони також шукали можливості послабити захист заохочуючи мешканців Бургоса до повстання.

### Відповідь роялістів
Все ще перебуваючи в Німеччині, Карл V 17 грудня 1520 видав вормський едикт (не плутати з вормським едиктом від 25 травня 1521 проти Мартіна Лютера), який засудив 249 визначних членів комунідадів. Для світських повстанців карою була смерть, духівництво мало отримати легші покарання. Схожим чином едикт проголосив всіх хто підтримував комунідади зрадниками, невірними і бунтівниками.
Наступним кроком королівської ради було зайняття Ампудії в Паленсії, міста лояльного графу Сальватьєрри. Хунта відправила Падилью для зустрічі з Акуною, їхня об'єднана армія обложила королівську армію в мормохонському замку. Королівська армія вислизнула вночі і Мормохон був змушений відкупитись, щоб уникнути розграбування. Контроль над Ампудією повстанці відновили насупного дня, 16 січня.
Тим часом повстання в Бургосі призначене на 23 січня провалилось через погане злагодження з армією, — воно почалось на два дні раніше і було легко придушене. Комунери в Бургосі мусили здатися і це була остання спроба повстання, яку побачила Кастилія.

## Кампанія повстанців на початку 1521

### Рішення Падильї щодо наступного ходу повстанців

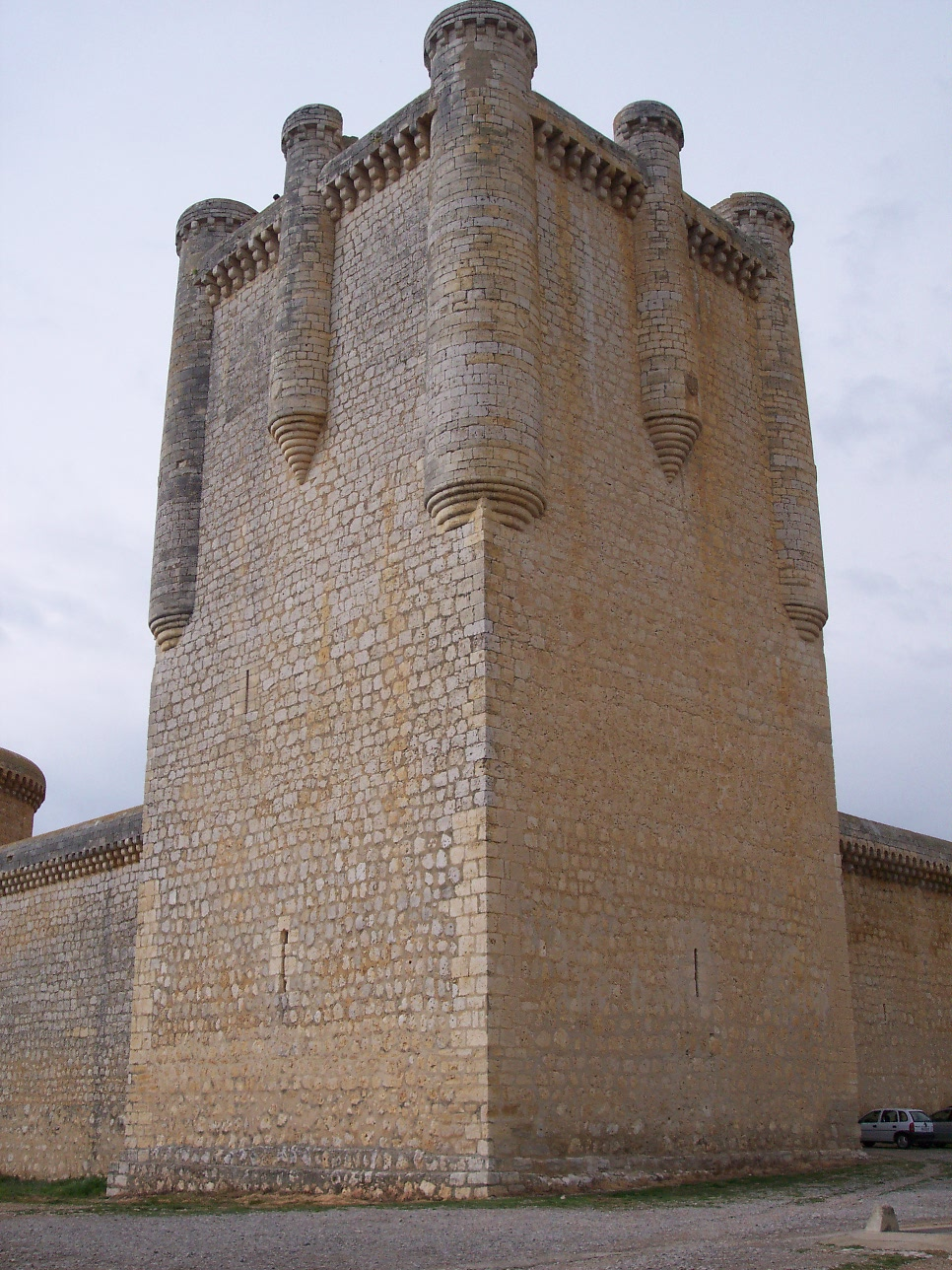
Здобуття Торрелобатонський замок, побудованого у XIII сторіччі, було конче потрібною перемогою для комунерів. Замок оновили в 2007 і зараз це туристична пам'ятка.

Після згортання облоги Бургоса через невдачу повстання в ньому Падилья вирішив повернутись до Вальядоліда тоді як Акуна обрав шлях відновлення сутичок і цькування власності вельмож навколо Тьєра-де-Кампоса. Завдяки цим діям Акуна збирався зруйнувати або загарбати маєтки видатних вельмож. Тепер повстанці стали повністю проти маноріальної системи. Це буде однією з головних рис другої фази повстання.
Після останніх невдач, що їх зазнали комунери, Падилья усвідомив, що їм потрібна перемога для підняття бойового духу. Він вирішив взяти Торрелобатон із замком. Торрелобатон був фортецею на півдорозі між Тордесільясом і Медіна-де-Ріосекою і був дуже неподалік від Вальядоліда. Його взяття надало б комунерам чудову фортецю і відправну точку для нових військових дій, а також відвернуло б небезпеку від Вальядоліда.

### Торрелобатонська битва
21 лютого 1521 почалось облога Торрелобатону. Завдяки своїм стінам, маючи менше сил, місто все ж змогло протриматись чотири дні. 25 лютого комунери ввійшли в місто і піддали його масивному розграбуванню для винагороди військам. Не зачепили тільки церкви. Замок чинив опір ще два дні. Тоді комунери пригрозили повішати всіх мешканців і замок здався. Захисники домовились про збереження половини цінностей всередині замку, таким чином уникнувши подальших пограбувань.
Перемога в Торрелобатоні піднесла дух повстанського табору одночасно стурбувавши роялістів щодо просування повстанців, саме як і сподівався Падилья. Віра шляхти в Кардинала Адріана знов захиталась і його звинуватили в тому, що він нічого не зробив, що уникнути втрати Торрелобатона. Констебль Кастилії почав відправляти війська в область Тордесільяса, щоб утримати повстанців і запобігти будь-якому подальшому їхньому просуванню.
Попри відновлення запалу серед повстанців було ухвалене рішення залишитись на їхніх позиціях поблизу Вальядоліда не розвиваючи їхню перевагу і не починаючи нову атаку. Це призвело до того, що багато солдатів утомлених очікуванням зарплатні і нових наказів вирішили повернутись у свої домівки. Сили комунерів мали цю проблему впродовж усієї війни, вони мали малу кількість постійних солдатів і їхнє ополчення постійно «розпускалось і призивалось.» Модератори знов зробили серйозну спробу домовитись про мирне завершення війни, але крайництво з обох боків завадило цьому.
На півночі, після провалу осади Бургоса в січні, граф Сальватьєрри відновив свою кампанію. Від виступив з метою підняти повстання в Меріндадесі — батьківщині констебля Кастилії, і обложив Медіна-де-Помару і Фріас.

### Південна кампанія Акуни

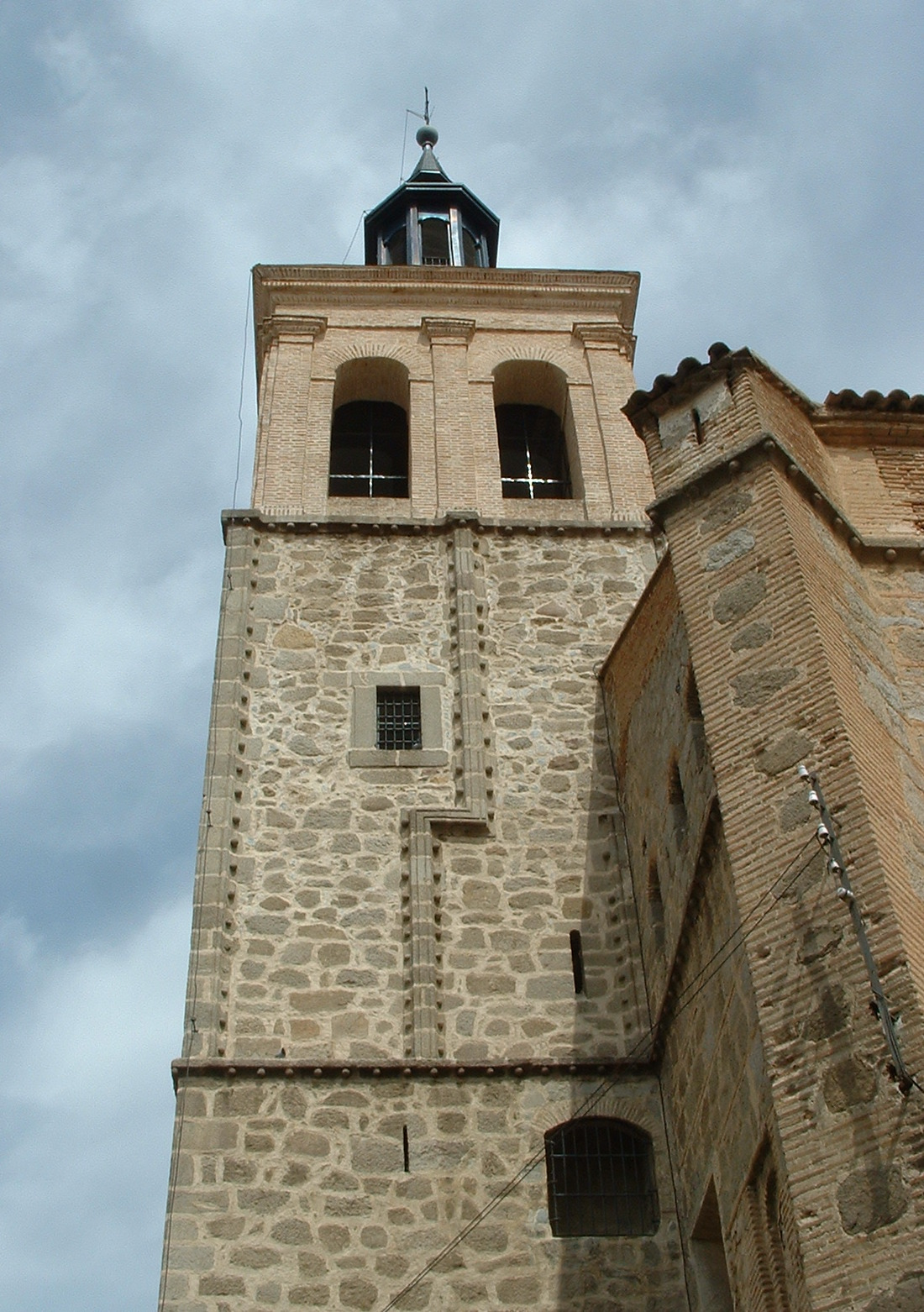
Церква Богородиці в Морі, повністю відбудована після того як роялістські війська підпалили її з 50 біженцями всередині. Роялістський командир Антоніо де Суніга заперечив відповідальність.

Гійом де Крой, молодий фламандський архієпископ Толедо призначений Карлом, помер в січні 1521 у Вормсі. У Вальядоліді хунта запропонувала Антоніо де Окуні, щоб він подався як кандидат на цю посаду.
У лютому Акуна з маленьким загоном під його орудою вирушив до Толедо. Він просувався на південь оголошуючи про його заявку на архідіоцезію в кожному селі, що він його минав. Це надихнуло ентузіазмом простолюдинів, які вітали його схвально, але збудило підозри в аристократів. Вони боялись, що Акуна може напасти на їхні статки так само як він зробив у Тьєра-де-Кампосі. Дієго Лопес Пачеко і Дієго Юртадо де Мендоса зв'язались з Акуною і переконали його підписати угоду про взаємну нейтральність.
Невдовзі Акуна мусив зіткнутись з Антоніо де Сунігою, який був призначений командиром роялістської армії в Толедському регіоні. Суніга був пріором у госпітальєрів. Акуна отримав інформацію про розташування Суніги неподалік Корраль-де-Альмагеру і домігся битви з ним поблизу Темблеке. Суніга відкинув повстанські сили і контратакував їх між Лільйо і Ель-Ромералем завдавши нищівної поразки Акуні. Акуна, невтомний самопромоутер, намагався применшити втрати і навіть заявив, що він переміг у битві.
Безстрашний Акуна продожив свій шлях до Толедо. Він з'явився на головному майдані в центрі міста 29 березня 1521 року, Страсна п'ятниця. Навколо нього зібрався натовп і відвів його в кафедральний собор, вимагаючи крісло архієпископа для нього. Наступного дня він зустрівся з Марією Пачеко, дружиною Хуана де Падильї і по суті очільником толедського комунідаду під час відсутності її чоловіка. Між ними виникло короткочасне суперництво, але після обопільних спроб до примирення воно розв'язали це питання.
Влаштувавшись у толедській архідіоцезії, Акуна почав набирати в солдати усіх кого міг знайти у віці від п'ятнадцяти до шістдесяти. Після того як роялістські війська 12 квітня спалили Мору, Акуна повернувся в сільську місцевість приблизно з 1500 людьми під своєю орудою. Він рушив у Єпес і звідти здійснив кілька вилазок у контрольовані роялістами сільські місцевості. Спочатку він напав і розграбував Вільясека-де-ла-Сагру, тоді знов зіткнувся зі Сунігою в неостаточній битві біля річки Тахо в Ільєскасі. Маленькі сутички в околицях Толедо триватимуть допоки новини з Вільялару не покладуть край війні.

## Битва при Вільяларі

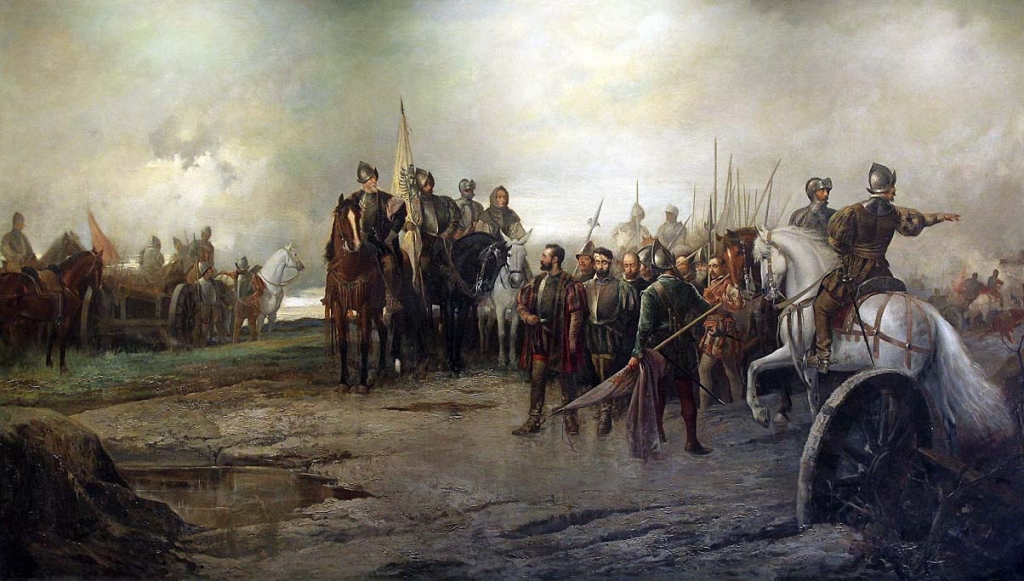
Робота 19-го сторіччя, що зображує битву

На початку квітня 1521 роялістські армії рушили на з'єднання, щоб поставити під загрозу Торрелобатон. Констебль Кастилії повів свої війська (включаючи солдатів нещодавно переведених із захисту Наварри) на південний захід від Бургоса на зустріч із адміральськими силами поблизу Тордесільяса. Тим часом комунери підсились у Торрелобатоні, який був набагато менш захищеним ніж того хотілось би комунерам. Їхні сили страждали від дезертирства, а роялістська артилерія зробила б Торрелобатонський замок уразливим. На початку квітня Хуан Лопес де Падилья розглядав можливість відступу до Торо задля пошуку підкріплень, але вагався. Він відкладав своє рішення до ранніх годин 23 квітня, відчутно втративши час і давши роялістам об'єднати їхні сили біля Пеньяфлора.
Об'єднана армія роялістів переслідувала комунерів. Роялісти знову мали значну перевагу в кінноті, їхня армія налічувала 6000 піхоти і 2400 кінноти супроти 7 тисяч піхоти і 400 вершників Падильї. Рясні дощі сповільнювали піхоту Падильї сильніше ніж кінноту роялістів і робили примітивну вогнепальну зброю повстанців, 1000 аркебуз, майже непридатною. Падилья сподівався дістатись порівняно безпечного Торо і висот Вега-де-Вальдетронко, але його піхота була занадто повільна. Він дав бій кінноті роялістів у містечку Вільялар. Наскоки кінноти розпорошили ряди повстанців і битва перетворилась на різанину. Втрати повстанців оцінюють у 500—1000 вбитих і багато дезертирів.
Три найважливіші очільники повстанців потрапили в полон: Хуан Лопес де Падилья, Хуан Браво і Франсіско Мальдонадо. Їм було відрубано голови наступного ранку у присутності значної кількості дворян-роялістів. Залишки повстанської армії у Вільялара розділились, деякі намагались об'єднатись із армією Акуни поблизу Толедо, інші дезертирували. Повстання отримало руйнівний удар.

## Завершення війни
Після битви при Вільяларі, міста північної Кастилії здались королівським військам і на початку травня уже були вірні королю. Залишались лише Мадрид і Толедо.

### Супротив Толедо

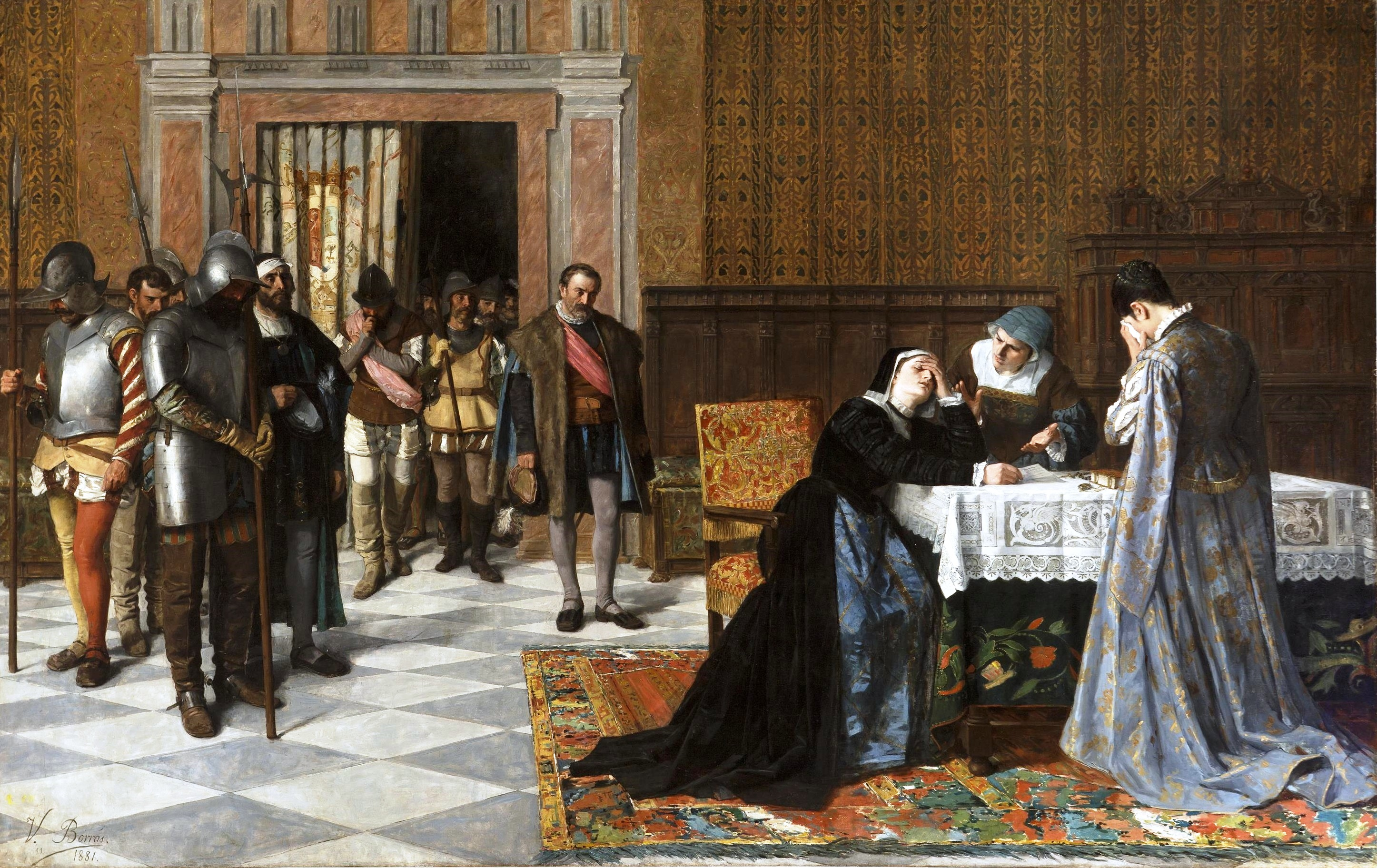
Марія Пачеко отримує звістку про смерть свого чоловіка у Вільяларі. Рисунок 19-го сторіччя.

Перші звістки з Вільялару надійшли до Толедо 26 квітня, але на них здебільшого не зважали. Масштаб поразки став очевидним за кілька днів по тому, як перші вцілілі почали прибувати до міста і підтвердили факт того, що всі три лідери страчені. В Толедо оголосили жалобу за Хуаном де Падільєю.
Після смерті Падільї, єпископ Акуна втратив популярність на користь Марії Пачеко, вдові Падільї. Люди почали пропонувати перемовини із роялістами, намагаючись уникнути дальших страждань у місті. Ситуація здавалась навіть гіршою після здачі Мадрида 11 травня. Падіння Толедо було лише питанням часу.
Однак, один промінчик надії все ще світив повсталим. Кастилья відвела частину своїх військ із загарбаної Наварри для боротьби з комунерами і король Франції скористався нагодою, щоб вдертись за допомогою наварців. Армія роялістів була змушена відправитись в Наварру замість облоги Толедо. Акуна покинув Толедо, щоб дістатись Наварри, але його впізнали і зловили. Немає одностайної думки щодо того чи намагався він приєднатись до французів і продовжити битись, чи просто тікав.
Марія Пачеко взяла під контроль місто і залишки армії повстанців, мешкаючи в Алькасарі, збираючи податки і підсилюючи захист. Вона попрохала свого дядька, маркіза Вільєни, вести перемовини із королівською радою, сподіваючись, що він зможе отримати кращі умови. Маркіз, зрештою, облишив цю справу і Марія Пачеко особисто взялась за перемовини із супротивником. Її вимоги були дещо подразливими хоча й незначними, наприклад, гарантувати власність і репутацію її дітей.
Все ж, занепокоєний діями французів, королівський уряд погодився. За підтримки всіх сторін, здача Толедо відбулась 25 жовтня 1521 року. Отже, станом на 31 жовтня, комунери покинули Толедський Алькасар і для керування містом було призначено нових чиновників. Угода гарантувала волю і збереження власності усім комунерам.

### Збурення в лютому 1522
Новий адміністратор Толедо відновив порядок і повернув місто під керівництво короля. Однак, він також спровокував колишніх комунерів. Марія Пачеко залишались у місті й відмовлялась передати приховану зброю, допоки Карл V особисто не підпише досягнуті домовленості. Ця нестійка рівновага добігла свого кінця 3 лютого 1522 року, коли щедрі умови здачі було скасовано. Королівські солдати заповнили місто і адміністратор наказав стратити Пачеко. Бунти сколихнули місто. Інцидент тимчасово було залагоджено завдяки втручанню Марії де Мендоза, сестри Марії Пачеко. Було даровано новий мирний договір і хоча колишні комунери зазнали поразки, Марія Пачеко скористалась сум'яттям і втекла до Португалії, видавши себе за фермерку.

### Помилування 1522
Карл V повернувся до Іспанії 16 липня 1522 року. Репресії і помста стосовно колишніх комунерів траплялись, але лиш епізодично. Бентежно велика кількість важливих осіб підтримувала комунерів або, щонайменше, підозріло повільно не поспішали із оголошенням лояльності королю, і Карл подумав, що буде немудро занадто тиснути.
У Вальядоліді, Карл оголосив загальне помилування 1 листопада. Помилування стосувалось всіх залучених, за винятком 293 комунерів, незначна кількість, зважаючи на велику чисельність повсталих. І Пачеко, і єпископ Акуна були у цьому числі. Додаткові помилування відбулись пізніше, після тиску з боку кортесів; станом на 1527, переслідування повністю завершились. З 293 комунерів 23 було страчено, 20 померло у в'язницях, 50 купили амністію і 100 було помилувано пізніше. Доля інших невідома.

## Наслідки
Марія Пачеко успішно втекла до Португалії, де вона прожила у вигнанні останні десять років свого життя. Єпископа Акуну, якого схопили в Наваррі, було позбавлено його церковного звання і страчено після того, як він вбив охоронця при спробі втечі. Педро Хірон отримав помилування за умови, що він вирушить у вигнання до Орана в північній Африці, де він служив як командир проти маврів. Королеву Хуану замкнув у Тордесільясі її син. Вона залишалась там тридцять п'ять років, усе своє подальше життя.
Імператор Карл V правив однією з найбільших і найрозлогіших імперій в історії Європи. Через це під час свого правління він майже постійно воював, б'ючись із Францією, Англією, Папською державою, Османами, ацтеками, інками і протестантами Шмалькальденського союзу. Іспанія комплектувала значну кількість Габсбурзьких армій і фінансових ресурсів у цей період. Карл призначав кастильців на високі державні позиції як в Кастилії, так і в цілій імперії, і взагалі залишив адміністрування Кастилії в кастильських руках. З цієї точки зору, повстання можна вважати успішним.
Деякі з реформ упроваджених Ізабеллою I, що зменшували силу шляхти були скасовані, щоб заманити вельмож на королівський бік. Однак, Карл розумів, що зазіхання дворянства на додаткові права було одним з призвідників повстання і вдався до нової програми реформ. Непопулярні, хабарницькі і недієві службовці були замінені, судові функції Королівської радиl були обмежені, а місцеві суди були відновлені. Карл також скоригував склад Королівської ради замінивши її ненависного президента, зменшивши роль аристократії і додавши в неї більше дрібного дворянства. Усвідомлюючи, що міські еліти потребують представництво в королівському врядуванні, Карл багатьох з них призначив на посади, дав привілеї і урядові зарплатні. Кортес, хоча й не настільки важливий як на те сподівались комунери, все ж зберіг свою владу, він все ще мав схвалювати податки і міг радити королю. Також, після побаченої віддії на його жорстке поводження з Кортесом Коруни, Карл знеохотив своїх бюрократів використовувати надто примусові методи. Якби там не було, а коли наступник Карла, Філіп II, запропонував руйнівне збільшення податків у 1580-х, то співпраця з середнім класом працювала надто добре і Кортеси були настільки грошово залежними від Корони, що не змогли дієво опиратись керунку, який зруйнує економіку.

## Пізніший вплив

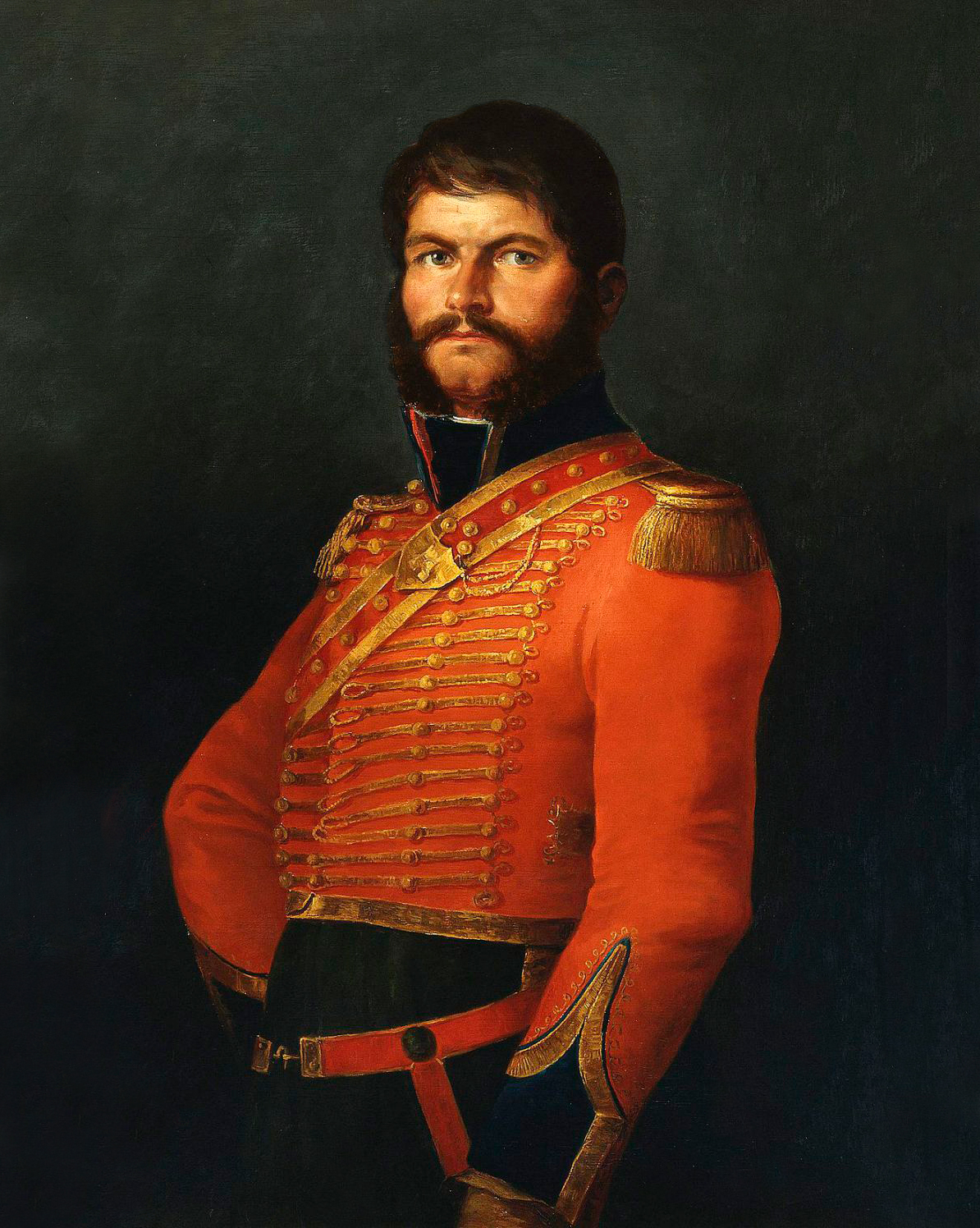
Хуан Мартін Дієc, «Ель Емпесінадо» («Безстрашний»), який намагавсі відновити репутацію комунерів у 1821

Повстання згадується в кількох літературних роботах часу Золотої доби Іспанії. Дон Кіхот згадує повстання під час розмови зі Санчо і Франсіско де Кеведо використовує в своїх роботах слово «комунеро» як синонім для «повстанець».
У 18-му сторіччі Іспанська імперія неприхильно ставилась до комунерів. Уряд не бажав заохочувати повстання і використовував термін для засудження опозиції. Під час повстання комунерів у Парагваї, повстанці не називали себе так з власної волі, ця назва мала зганьбити їх як зрадників. Інше повстання комунерів в Новій Гранаді (сучасна Колумбія) подібним чином не було пов'язане з первісним повстанням окрім як своєю назвою.
На початку XIX століття вчені як-от Мануель Квінтана почали очищувати образ комунерів як передвісників свободи і мучеників проти абсолютизму. Занепад кастильських вольностей пов'язали із пізнішим занепадом Іспанії.

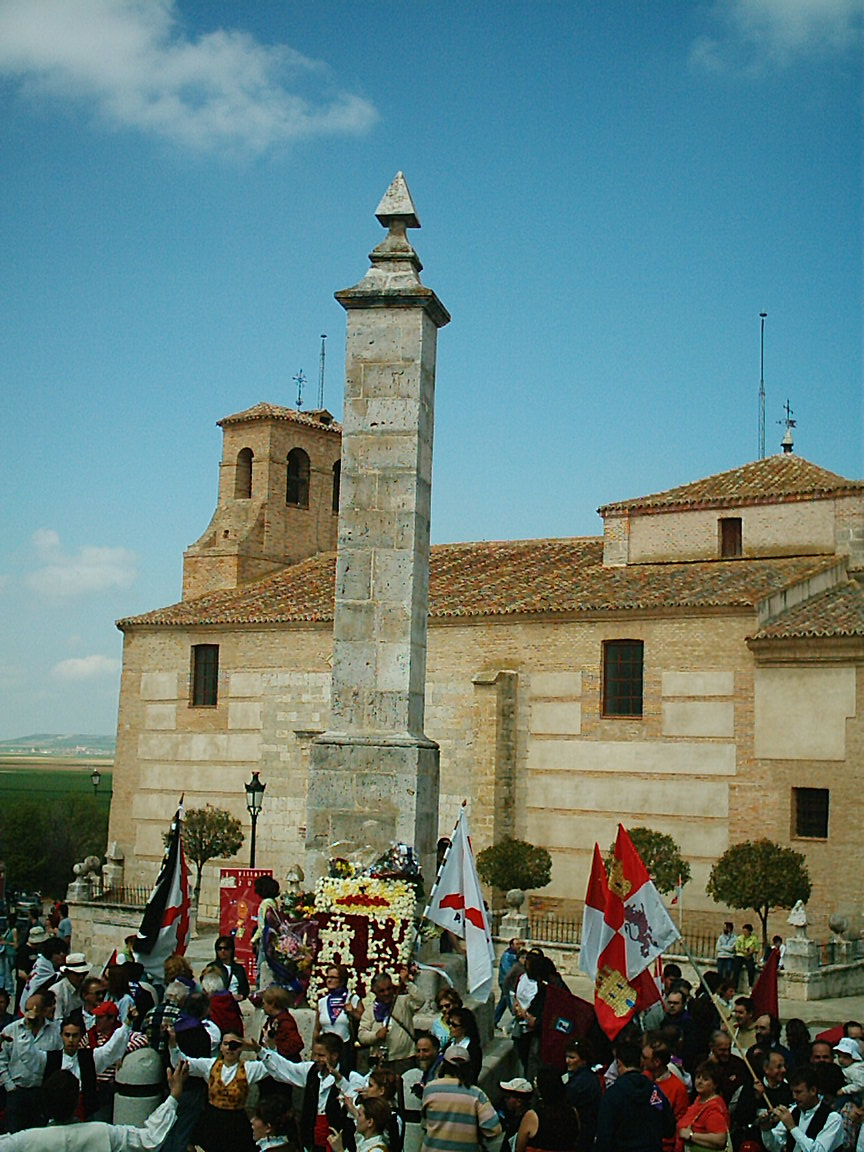
Підношення квітів у Вільяларі на День Кастилії і Леона, 23 квітня 2006 року

Перша велика пам'ятна подія відбулась у 1821 в трьохсотріччя битві при Вільяларі. Хуан Мартін Дієс, націоналістичний ліберальний військовий ватажок, який брав участь у супротиві Наполеонові, повів виправу для знайдення і ексгумації залишків трьох очільників страчених у 1521 році. Дієс вихваляв комунерів від імені ліберального уряду того часу, ймовірно це було перше визнання їхніх прагнень владою. Консерватори, які бачили централізовану державу сучасною і прогресивною, піддавали сумнівам таке ставлення, особливо після безвладдя і незгод революції 1868-го в Іспанії. Мануель Данвіла, консервативний урядовий міністр, у період з 1897 по 1900 оприлюднив шеститомник Historia critica y documentada de las Comunidades de Castilla, одну з найважливіших робіт з вивчення повстання. Покладаючись на зібрані первинні джерела, Данвіла наголошував на податкових вимогах комунерів і зображав їх традиціоналістами, реакціонерами, середньовічними і феодальними. Хоч і ліберал, розумаха Ґреґоріо Маранон поділяв цей похмурий погляд на комунерів, який переважав у Іспанії. Він розглядав конфлікт як такий, що точився між сучасною, прогресивною державою відкритою до благотворних зовнішніх впливів проти консервативної, реакційної і ксенофобної Іспанії надчутливої до релігійних і культурних відхилень з наполяганням на фальшивій расовій чистоті.

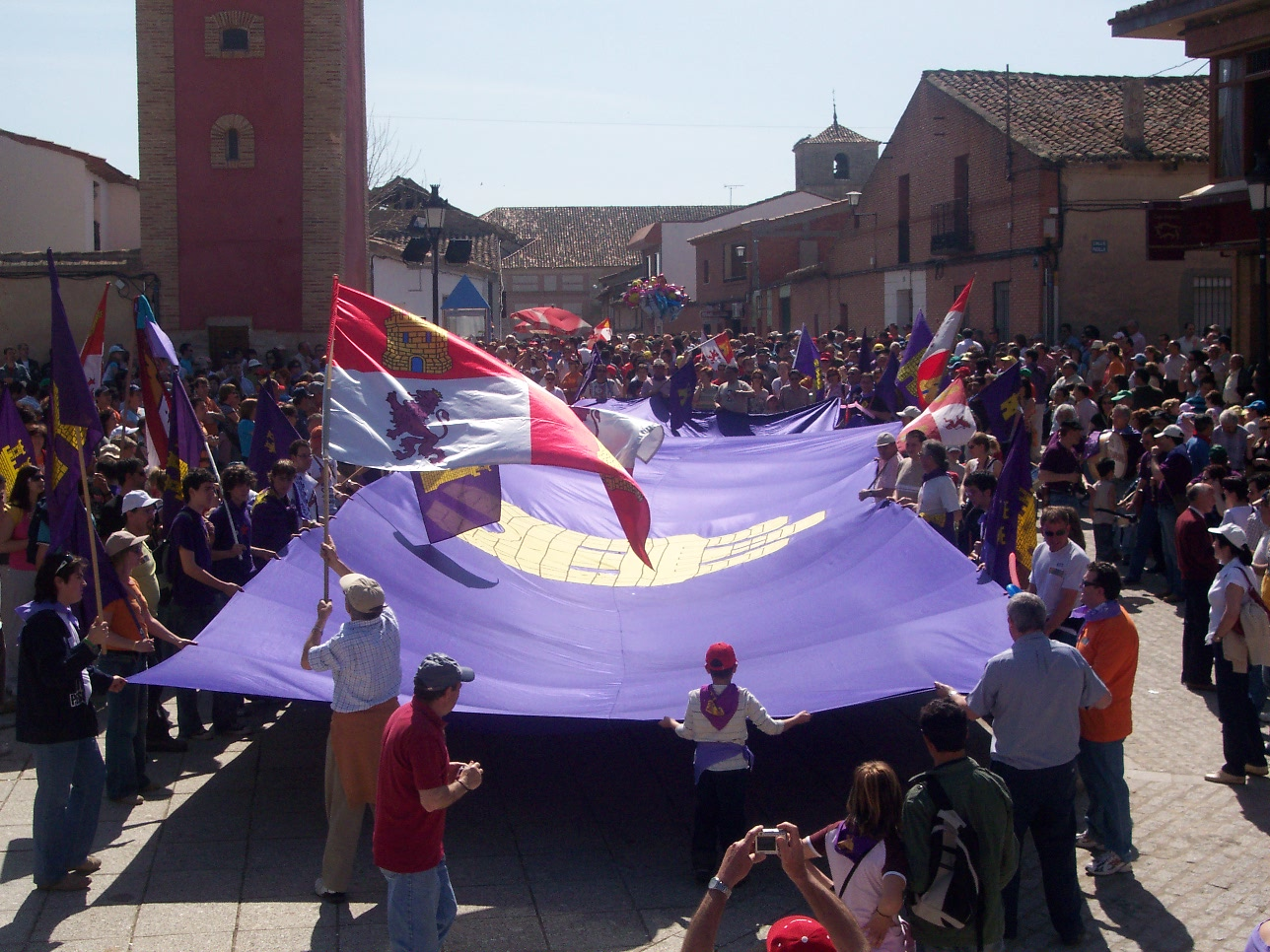
23 квітня 2007 року, зібрання у Вільяларі. Вільялар був перейменований у Вільялар-де-лос-Комунерос у 1932, за часів ліберальної Другої республіки.

Уряд генерала Франко з 1939 по 1975 також заохочував неприхильне трактування комунерів. Згідно зі схваленими істориками, як-от Хосе Марія Пеман, повстання в основі своїй було спричинене дрібним іспанським регіоналізмом, тим, чому Франко старанно намагався перешкодити. На додачу, комунери недостатньо цінували іспанську «імперську долю.».
Зі середини двадцятого сторіччя, інші почали шукати більш матеріалістичні причини повстання. Історики такі як Хосе Антоніо Мараваль і Джозеф Перез зображували розвиток повстання як союз між різними соціальними спільнотами довкола економічних інтересів, що зміщувались — «індустріальна буржуазія» ремісників і вовнярів об'єднана з розумахами і дрібним дворянством проти аристократів і торговців. Мараваль, який розглядає повстання як одну з перших сучасних революцій, особливо наголошує на ідеологічному конфлікті та інтелектуальній природі повстання, з особливостями на штиб першої запропонованої письмової конституції Кастилії.
Перехід Іспанії до демократії, що відбувся після смерті Франко, зробив прославляння комунерів знов прийнятним. 23 квітня 1976 року у Вільяларі таємно відбулась маленька церемонія, всього лиш через два роки, у 1978, подія перетворилася на величезну ходу з 200 000 на підтримку автономії Кастилії. У відповідь на громадській запит була створена автономна спільнота Кастилії і Леона, вона визнала 23 квітня офіційним святом у 1986. Подібно до цього, в Толедо, кастильська націоналістична партія Tierra Comunera, починаючи 1988 року відзначає 3 лютого. Святкування підкреслює ролі Хуана Лопеса де Падильї і Марії Пачеко і зроблено на згадку про повстання 1522 року, останню подію війни.

## Виноски
1. ↑  У цій статті ми послуговуємось терміном «податки», щоб охопити різноманітні способи отримування прибутку використовувані урядом. Коротко, servicios були сталі платежі до скарбинці; encabezamiento це була частина податку з продажів, який збирали міста, яку відправляли уряду; і cruzada це був особливий напівдобровільний внесок, який зараховувався як індульгенція і яку зазвичай використовували для оплати воєн проти мусульман. Карл хотів скасувати поблажливу encabezamiento і повернути давнішу і жорсткішу систему прямого королівського контролю мит, плат за пасовиська і подібних. Він також зажадав великих servicios на кортесах, які він проводив. Частина проблем з прибутками уряду полягала в тому, що надходження від cruzada значно впали після завершення реконкісти в 1492.[7]
2. ↑  Хунта, що означає «конгрес» або «зібрання», в 16-му сторіччі ще не мала негативного значення «олігархічно-військового диктаторства».
3. ↑  Існує теорія, що помилка Хірона насправді була навмисною зрадою комунерів. Зважаючи на його стриману позицію і пізніше урядове пробачення, історики, такі як Seaver, вважають це можливим, але малоймовірним.[49]